# Junia repetundarum
Junia repetundarum va ser una antiga llei romana aprovada per rogatio dictada per Marc Juni Penne, tribú de la plebs l'any 126 aC. Imposava a l'acusat de suborn que era declarat culpable una pena de desterrament i el pagament de les despeses judicials.